# 블랙리스트 포티 작전
블랙리스트 포티 작전(Operation Blacklist Forty)는 1945년에 실시된 미국의 한반도 점령 작전의 코드네임이다. 일제의 항복 이후 한반도 내 존재하던 일본군 부대의 무장해제를 이행하고 조선총독부의 항복을 받아내기 위해 실시 되었다. 일제 치하의 38선 이남의 남한 지역을 점령하는 것을 목표를 두고 실시되었다.
제2차 세계 대전이 끝나고 일본 제국이 항복함에 따라, 미군은 나중에 38선 이남의 남한 지역을 점령하고, 북한 지역을 점령했던 소련과 함께 연합하여 독립되고 통일된 한국 정부를 건설하고자 했다. 하지만, 이후 협상 과정에서 미국과 소련 모두 자신들과 우호적인 정부를 만들려고 하여 이러한 노력은 실패하였고, 이후 한반도의 분단이 찾아오게 된다.

## 배경
1945년 8월, 미국은 소련이 일본과의 전쟁을 선포한 이후 한반도 점령 지역 분할을 제안했다. 딘 러스크와 찰스 H. 보네스틸 3세 미군장교 2명은 한국에 대한 지식이 거의 없는 상태에서 짧은 시간의 회의 이후 8월 10일 북위 38도를 분할 구역 기준으로 삼았다. 미국 상부는 이 분할선을 받아들이고 소련도 이 제안을 받아들었다. 미국은 이 지역에서 미국 체제를 지지하는 대표 정부를 수립하고자 했으며, 역시 소련 또한 자신이 점령한 지역에서 소련에게 우호적인 공산주의 정부를 세우고자 했다.

## 점령 작전

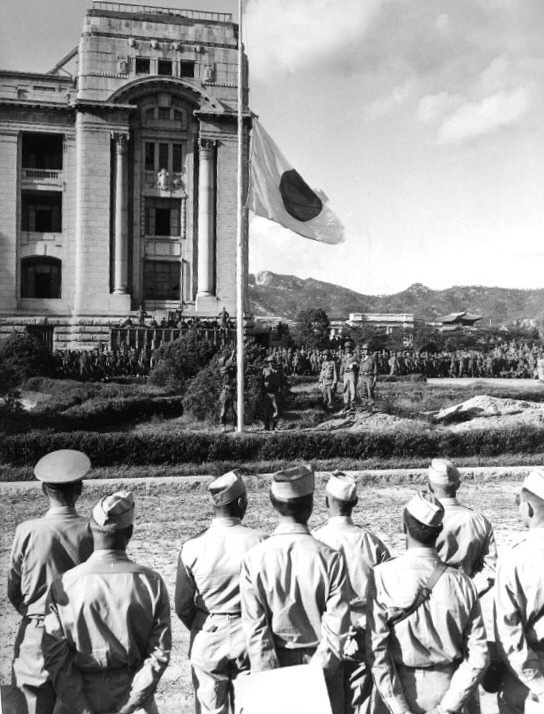
1945년 9월 9일, 서울 조선총독부 청사 앞에서 일본 제국의 깃발을 강하하는 미군.

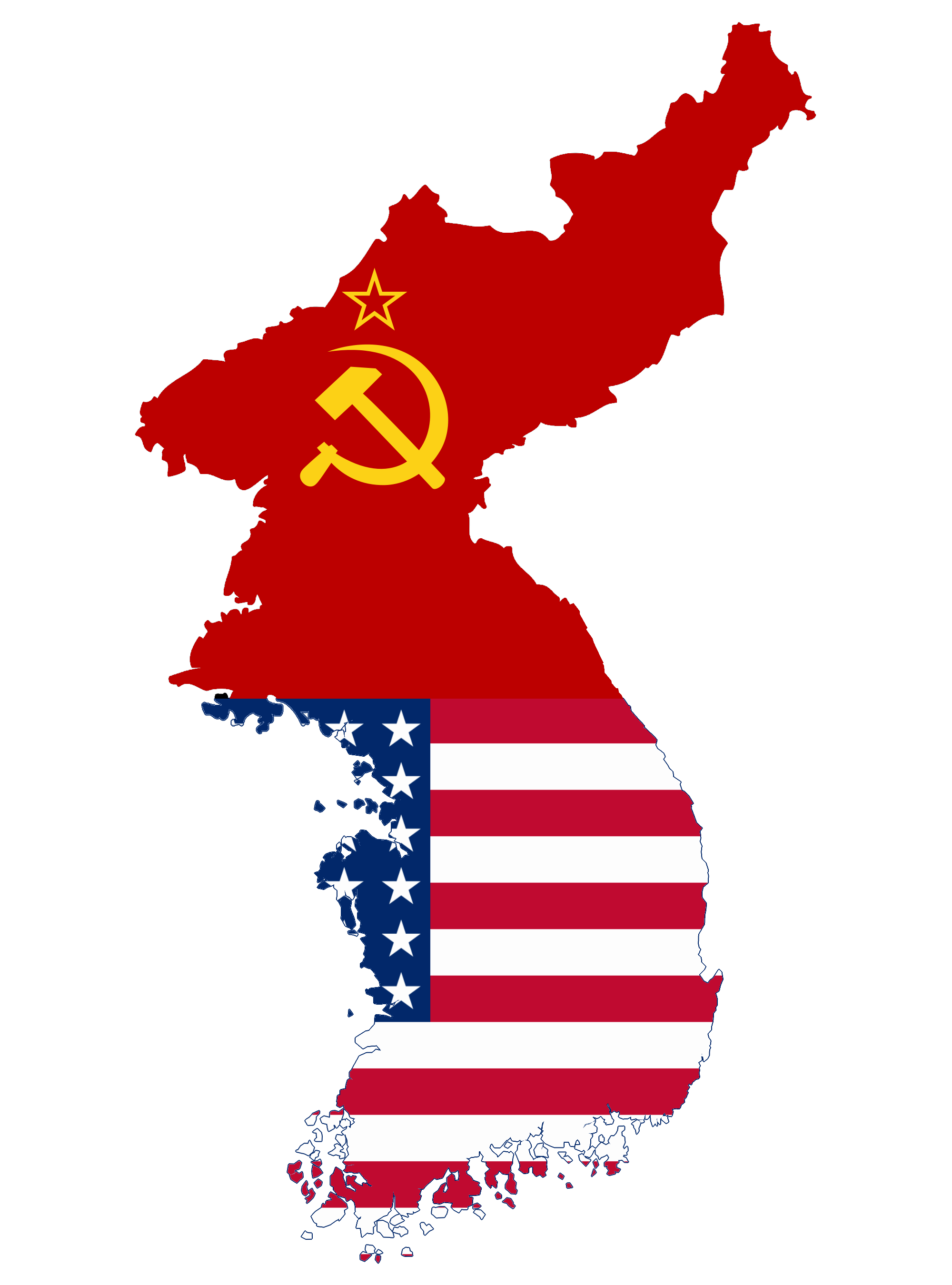
1945년 9월 9일 이후 미국과 소련의 한반도 38선 분단시킨 지도

미국은 미국 육군 제24군단 45,000명을 점령작전에 투입했다. 한반도에 상륙한 최초의 미군은 1945년 9월 4일 서울 근처 김포비행장에 착륙한 소규모 부대였다. 9월 8일에는 인천에 제7보병사단 소속 병사 14명이 상륙했으며, 다음 날 대규모 상륙이 시작되었다. 저자 폴 M. 에드워드에 따르면 미국 정부는 당시 한국에 대해서는 거의 관심이 없었으며, 이를 진행한 사람은 거의 대부분의 세계대전 전후 결정의 거의 맡고 연합군 점령하의 일본의 지휘관인 대장 더글러스 맥아더였다. 그러나, 맥아더 장군은 이미 일본에서 수행해야 할 작전에 떠밀렸고, 결국 이 열약한 한반도 점령작전의 지휘관을 중장 존 하지에게 맡겼다. 하지는 서울 반도 호텔에 사령부를 세우고 군사 정부를 수립했으며, 한국의 공식 언어를 영어로 정했으며 미국에게 호의적인 독립 정부를 수립하기 시작했다.
하지는 전장 지휘관으로는 훌륭했으나, 외교적 능력은 낮은 것으로 평가되었다. 그는 한국인을 싫어했으며, 일본과 한국이 어떤 문화적 차이가 있는지에 대해 무지했다. 그 결과 하지 중장은 자신이 "한국의 적"으로 몰릴 정도로 많은 실수를 범했다. 더욱이, 인력 부족으로 인해 하지는 치안 단속과 같은 업무에 과거 일본 경찰을 이용했다. 또한, 적어도 초기에는 미국 내에서 적합한 대체제를 찾기 전까지는 일본 식민 정부를 유지했다. 그러나, 한국인의 불만이 늘어나자 도쿄의 미국 군사정부는 1945년 10월 2일 공식적으로 일본의 행정부를 해체했다. 이로 인해 일본인들이 행정업무 관리에서 내려왔으나 이를 대체할 미군은 고문을 이들을 고용했다. 에드워드는 중장 하지의 가장 큰 업적은 한국의 부유한 반공 세력, 과거 일본 제국과 협력했던 많은 사람들이 그의 군사정부와 협력한 것이라고 말했다.
저자 E. 타케메에 따르면, 미군은 점령군으로, 그리고 해방자로 환영받았다. 또한, 그는 미군이 군사적 배경과 한국인들 사이에서는 찾을 수 없는 일본인의 행정 관리 능력 등으로 인해 한국인보다 일본인이 우대받았다고 말했다. 이후, 미국은 한반도의 여러 정치 세력과 직접 말하는 것보다는, 일본 당국을 이용하여 취급하는 것이 더 쉽다는 것을 알게 되었다. 그에 따르면, "많은 한국인들의 눈에, 미국과 일본은 똑같이 나빠 보였다"라고 말했다.

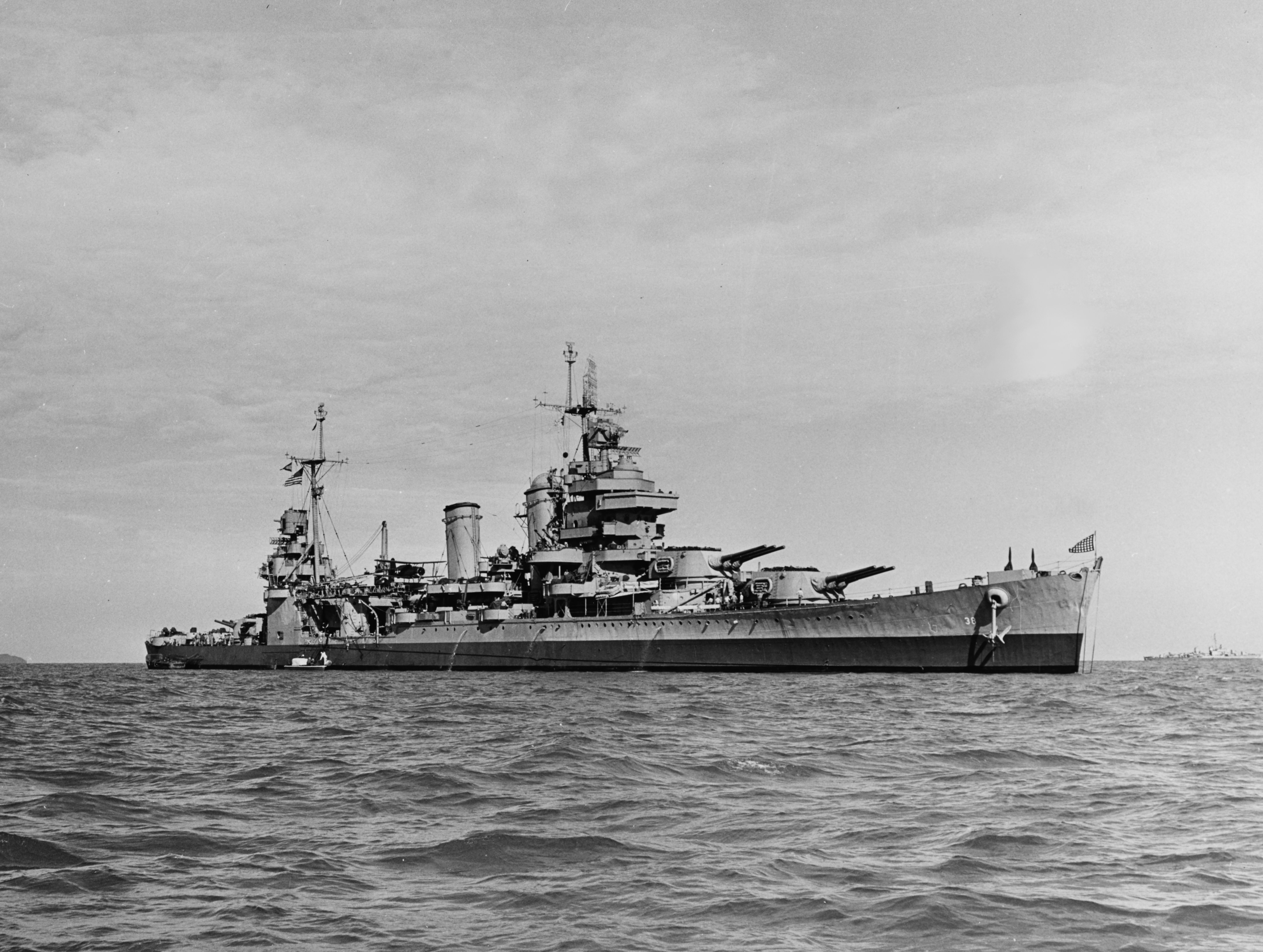
1945년 9월 28일, 인천 앞바다의 USS 샌프란시스코 (CA-38)

한반도 내에서 미군과 소련군의 철수는 미국과 소련 양국이 양 국에게 서로 우호적인 통일 정부를 수립하는 것에 동의할 때까지 이루어지지 않았다. 하지만, 소련은 공산주의 국가 생성 외에는 어떠한 것도 인정하지 않았고 협상은 제대로 이루어지지 않았다. 협상이 실패하면서 미국은 "한반도 문제"를 유엔에 보냈다. 1947년 9월 유엔은 이 문제를 받아들어 유엔 감독 하 한국의 선거 문제와 포함에 이를 회의에 올렸다. 그러나, 소련은 유엔이 내린 결정은 오직 한반도의 북위 38도선 이남에만 적용되는 것이며, 38도선 북쪽은 이를 적용받지 않거나 한국의 새로운 정부인 "조선 민주주의 인민 공화국"으로 독립한다고 말했다. 이럼에도 불구하고, 38도선 이남에 선거가 열렸고 1948년 7월 24일 대한민국의 새로운 대통령으로 이승만이 당선되었다.
미국과 소련의 한반도 점령은 두 군이 한반도에서 철수하면서 끝나게 되었다. 에드워드에 따르면, 대부분의 미군이 철수하면서 기뻐했다고 말했다. 1950년대 들어서는 한반도, 또는 극동 문제는 미국에게는 사소한 사건으로 받아들어져 1950년 1월 5일 미국의 대통령 해리 트루먼은 타이완섬이나 중국 본토에서의 중국 공산당과 중국 국민당의 내전에 개입하지 않을 것이며, 7일 후 미국의 국무장관 딘 애치슨은 "한국은 미국의 영향권 밖에 있다"라고 말했다. 그럼에도 불구하고 1950년 1월 26일 미국과 대한민국은 군사 원조 협정을 맺었으며, 대략 1,000$의 통신선은 1950년 6월 25일 한국 전쟁이 발발할 때 대한민국에 도착했다.

## 같이 보기
- 대구 10·1 사건
- 제2차 세계 대전의 여파
- 대한민국의 역사
- 빌리거 작전